# Исаак Комнин (сын Иоанна II)
Исаа́к (Исаа́кий) Комнин (греч. Ἰσαάκιος Κομνηνός) — третий сын византийского императора Иоанна II Комнина и его жены Ирины Арпад.

## Несостоявшийся император
В 1143 году умер Иоанн II Комнин, завещавший свой престол своему младшему сыну Мануилу. Однако Исаак был его старшим братом, и к тому же находился в Константинополе. Он оказался в столице, так как вместе с братом Андроником сопровождал тело своего брата Алексея. Но в дороге Андроник заболел и умер, и на власть в империи претендовали лишь Исаак и Мануил.
После погребения отца, Мануил отправил в столицу великого доместика Иоанна Аксуха с приказом арестовать своих двух наиболее опасных родственников: дядю (севастократора), и старшего брата, оба по имени Исаак. Последний жил в Большом дворце и имел доступ к сокровищнице и царским регалиям. Аксух прибыл в столицу до известий о смерти императора, и успел быстро завоевать расположение столичной элиты. Прибывший в августе 1143 года Мануил был коронован новым константинопольским патриархом Михаилом II Оксеитом. Спустя несколько дней Мануил освободил своих родственников из-под стражи. Кроме этого, он приказал подарить каждому домовладельцу в Константинополе по 2 золотых монеты и 200 фунтов золота (включая 200 серебряных монет) — византийской церкви.

## На службе у брата
В 1145 и 1146 году Исаак участвовал в походах против Конийского султаната в Анатолии. Несмотря на напряжённые отношения, между братьями никогда не было прямого конфликта, и Исаак стал обладателем титула севастократор. Замужество его дочерей стало инструментом внешней политики Мануила.

## Семья
От брака со своей первой женой Феодорой, Исаак имел несколько детей:
- Алексей Комнин.
- Ирина Комнина — мать правителя Кипра Исаака Комнина.
- Иоанн Комнин
- Анна Комнина — жена Константина Макродука.
- Мария Комнина — супруга короля Венгрии Иштвана IV

От второй супруги — Ирины Синадины, Исаак получил двух дочерей:
- Феодора Комнина — супруга Балдуина III Иерусалимского.
- Евдокия Комнина — жена сеньора Монпелье Гийома VIII.